# Самовбивця (фільм)
Самовбивця (рос. Самоубийца) — радянський фільм 1990 року, знятий режисером Валерія Пендраковського. Екранізація однойменної п'єси Миколи Ердмана.

## Сюжет
Маленька людина Семен Семенович Подсекальников живе на утриманні дружини, «змученої жінки», якій одного разу вночі влаштовує «пантоміму» на тему ліверної ковбаси. Прокинувшись і не виявивши чоловіка поруч, Марія Лук'янівна уявляє собі, що він зібрався покінчити з собою. Про подію доводять до відома Калабушкіна, сусіда Подсекальнікових по комунальній квартирі. Калабушкін вимагає від Подсекальнікова здати зброю, якого у нього немає, а потім сам же підкладає йому в пальто револьвер. Слух про майбутнє самогубство Подсекальнікова поширюється стрімко, мешканці «будинку комуністичного побуту» навперебій пропонують йому застрелитися не просто так, а в ім'я чогось. Призначивши дату і час самогубства, мешканці ніяк не можуть домовитися між собою, в ім'я чого ж все-таки застрелитися Подсекальнікову.

## У ролях
- Сергій Шакуров — Подсекальников, маленька людина
- Леонід Куравльов — Калабушкін, завідувач тиром
- Олександр Трофімов — Аристарх Домінікович, інтелігент
- В'ячеслав Невинний — Пугачов, торговець
- Володимир Меньшов — Віктор Вікторович, письменник
- Олена Степаненко — Клеопатра Максимівна
- Ольга Волкова — Раїса Пилипівна
- Ірина Бякова — Марія Лук'янівна
- Єлизавета Нікіщіхіна — Серафима Іллівна
- Ігор Кашинцев — батько Елпідій
- Олена Бушуєва — Маргарита Іванівна
- Валентин Гафт — конферансьє

## Знімальна група
- Сценарій : Валерій Пендраковський
- Режисер : Валерій Пендраковський
- Оператор : Валентин Макаров
- Композитор : Едісон Денисов
- Художник : Борис Бланк